# Ciriaco Cardoso
Ciriaco Cardoso (Porto, 1846 - Lisboa, 1900) fou un compositor portuguès.
Des d'infant demostra unes qualitats poc comunes per al cultiu de la música, les quals manifestà públicament en concerts i escrivint diverses obres lleugeres i interessants; després de formar part de l'orquestra del teatre de Sant Joan, marxà al Brasil on hi va romandre durant molts anys.
Al seu retorn organitzà diversos concerts i ocupà la direcció del teatre Barquet, i, després de l'incendi d'aquella sala el 1888, arrendà el teatre Don Alfonso, en el que posà en escena, traduïdes al portuguès, les òperes Fra Diavolo, Carmen, Guarany i Der Freischütz, empresa que fracassà per manca d'elements, pel que es contractà per al teatre de l'Avenida, estrenant allí les operetes: O burro do senhor Alcalde, que aconseguí molt d'èxit: Solar dos Barrigas, Testamento da velha, Bibi y Companhia, Valeta do copas, i la revista Ali...à preta. Destacà com a mestre concertador.